# مهر سفلی
مهر سفلی روستایی در دهستان اناج بخش قره چای شهرستان خنداب استان مرکزی ایران است.

## جمعیت
بر پایه سرشماری عمومی نفوس و مسکن در سال ۱۳۹۵ جمعیت این روستا ۲٬۱۲۸ نفر (۶۹۰خانوار) بوده‌است.